# Philemon Holland
Philemon Holland (1552 - 9 de febrero de 1637) fue un  traductor inglés. Hijo de un clérigo de la Iglesia reformada, exiliado durante la persecución de María Tudor, nació en el condado de Essex, estudiando en Chelmsford y, con posterioridad en el Trinity College de Cambridge. Obtuvo el grado en Medicina, y ejerció dicha profesión en Coventry desde 1595, aunque dedicaba la mayor parte de sus esfuerzos a la traducción. No pasó de liderar la escuela local, y acabó sus días en la pobreza, a pesar de la pensión municipal que recibía. Destacan sus traducciones del latín y griego al inglés de la Historia Natural de Plinio el Viejo, Moralia de Plutarco, la Ciropedia de Jenofonte, y la Britannia de William Camden. Su estilo y brillantez son reconocidos incluso hoy en día.